# Ecbolium glabratum
Ecbolium glabratum är en akantusväxtart som beskrevs av K. Vollesen. Ecbolium glabratum ingår i släktet Ecbolium och familjen akantusväxter. Inga underarter finns listade i Catalogue of Life.